# تاچیکاوا کای-۵۵
تاچیکاوا کای-۵۵ (به انگلیسی: Tachikawa_Ki-55) یک هواگرد ملخ‌پیشین تک‌موتوره از نوع هواپیمای آموزشی ساخت شرکت Tachikawa Aircraft Company است. هواگرد تاچیکاوا کای-۵۵ نخستین پروازش را در سپتامبر ۱۹۳۹ میلادی انجام داد. در مجموع، تعداد ۱٬۳۸۹ فروند از این هواگرد ساخته شده‌است.